# Juan de Courbes

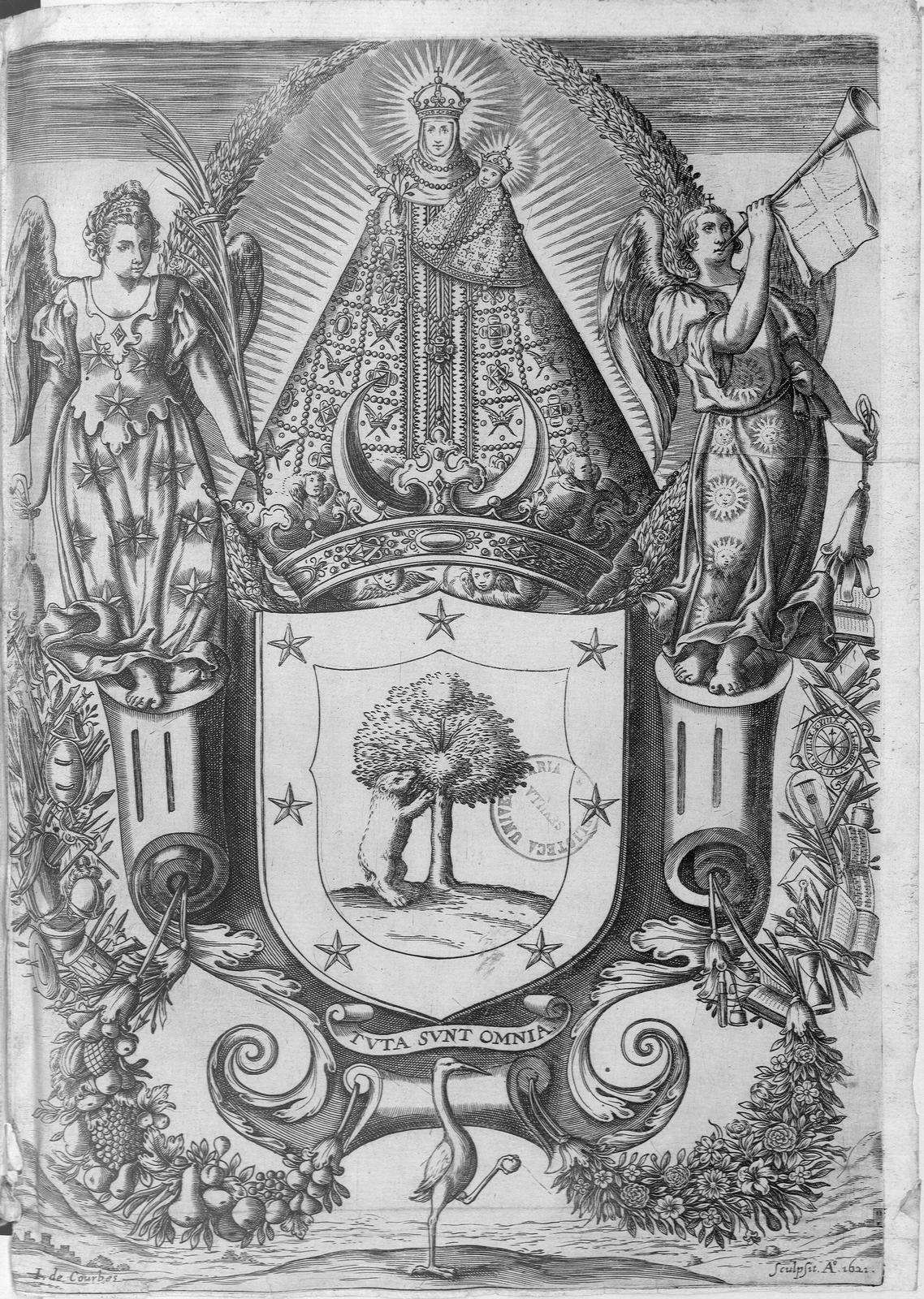
Grabado con la Virgen de Atocha sobre el escudo de Madrid recogido en la obra de Gil González Dávila, Teatro de las grandezas de la villa de Madrid Corte de los Reyes Católicos de España..., En Madrid, por Thomas Iunti, 1623, firmado «I. de Courbes / Sculpsit Aº 1622».

Jean de Courbes (París, 1592-c. 1641) fue un grabador calcográfico francés establecido en Madrid, donde se le encuentra activo entre 1621 y 1639. 

## Biografía y obra
Nacido en París, debió de llegar a Madrid hacia 1620, llamado por su hermano, el librero Jerónimo de Courbes, que tenía tienda abierta en la calle Mayor frente a las gradas de San Felipe. Su primera obra conocida, datada ya en Madrid en 1621, es la portada del libro titulado Relación del viage que por orden de S.M. y acuerdo con el consejo de indias hicieron los capitanes Bartolmé García de Nodal, y Gonzalo de Nodal, hermanos y naturales de Pontevedra, al descubrimiento del estrecho nuevo de San Vicente, y reconocimiento del de Magallanes. Ceán Bermúdez, que califica las estampas de Courbes de «mediano mérito», describe esta portada como fachada jónica con cuatro columnas y dos medallones en los intercolumnios en los que figuran las efigies de los hermanos Bartolomé y Gonzalo García de Nodal, y las naves Nuestra Señora de Atocha y Nuestra Señora del Buen Suceso, en las que hicieron su expedición, y en medio las armas de Fernando Carrillo, presidente del Consejo de Indias, a quien iba dedicada la obra. En esta misma obra es también suyo el grabado contenido en páginas interiores del mapa de la zona explorada dibujado por Pedro Teixeira.
Un año después, en 1622, firmó con Melchor Prieto el contrato para abrir las láminas de la Psalmodia Eucharistica escrita por aquel, labor a la que luego se asociaron otros dos grabadores extranjeros establecidos en Madrid: Alardo de Popma y Juan Schorquens, con los que Courbes aparece relacionado en otras ocasiones. El contrato firmado con Melchor Prieto dejaba en manos de este enteramente la invención y control de los dibujos que habían de servir para los grabados. También son de ese año la portada y estampas interiores de la obra de Gil González Dávila, Teatro de las grandezas de la villa de Madrid Corte de los Reyes Católicos de España, impresa en Madrid, por Thomas Iunti, 1623, incluyendo los retratos de los reyes madrileños, labor compartida con Juan Schorquens, autor de la portada.  
Autor prolífico, trabajó para todas las imprentas madrileñas e ilustró con sus grabados las portadas arquitectónicas o heráldicas de numerosos libros, como la Relación de las fiestas que la insigne villa de Madrid hizo a la canonización de (...) San Isidro, relación festiva de la que se encargó Lope de Vega, impresa por la viuda de Alonso Martín, 1622. En 1626, tras un paréntesis de tres años en los que pudo haber retornado a Francia, la portada del libro de Juan Pablo Mártir Rizo, Historia de Cuenca, con los retratos de los caballeros de la casa de Hurtado de Mendoza, señores de Cañete, recogidos en páginas interiores. Sobre dibujo de Juan de Noort grabó en 1628 la portada del Quadragesimal sobre los Evangelios del padre fray Francisco de Rojas, impreso por Juan de la Cuesta. Del mismo año es la portada de la Vida de la bienaventurada Ritta de Casia de Alonso de Aragón, obra publicada en Madrid, en la imprenta de la viuda de Luis Sánchez; de 1630 la portada del Tratado de confirmaciones reales de Encomiendas, de Antonio de León Pinelo, impreso por Juan González, con las alegorías del Perú y la Nueva España, y del mismo año la de los Asuntos predicables para los domingos después de Pentecostés obra de Diego Niseno. De 1632 la portada arquitectónica de la Historia verdadera de la Nueva España de Bernal Díaz del Castillo, en la edición preparada por Alonso Remón para la Imprenta Real, con D. Fernando Cortés y fray Bartolomé de Olmedo en los intercolumnios. Suyas son también, entre muchas otras, las portadas del León prodigioso de Cosme Gómez de Tejada, impreso por Francisco Martínez, 1636, con las figuras de Heráclito y Demócrito sobre pedestales; la de la Historia del origen y la antigüedad de la venerable y milagrosa imagen de Nuestra Señora de Atocha de Jerónimo de Quintana, editada en la Imprenta del Reino, 1637, o el Tratado único de intereses, sobre si se puede llevar dinero por prestallo, obra del monje basilio Felipe de la Cruz Vasconcillos, 1638. 

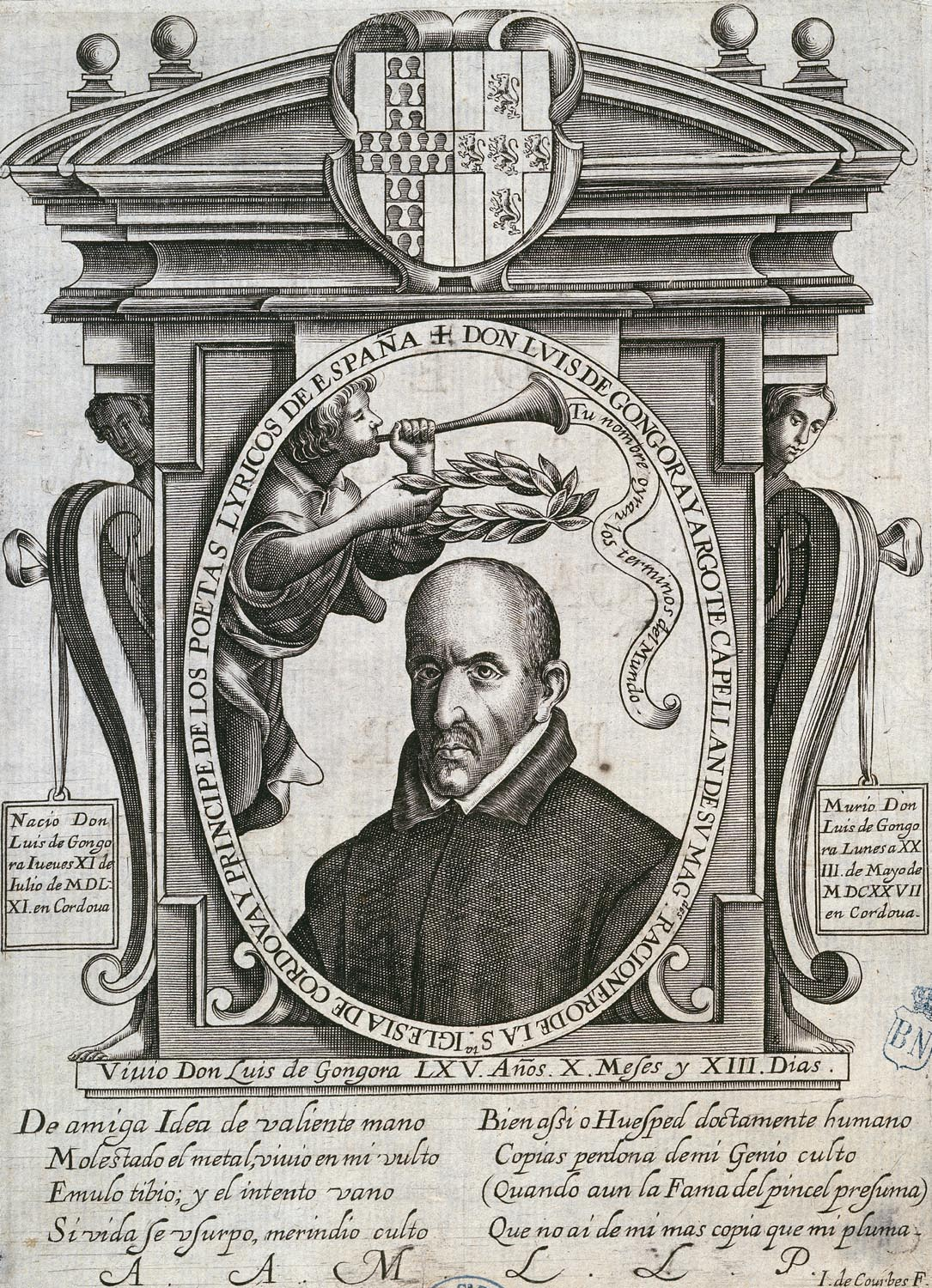
Retrato de Góngora, 1630, estampa a buril, Biblioteca Nacional de España.

También, aunque mucho más raramente, trabajó para impresores de fuera de Madrid, como acredita su firma en el grabado de portada de la obra de Felipe de la Cruz Vasconcillos, Norte de confesores y penitentes, impresa en Valladolid por Jerónimo Morillo, 1629. Además, fue autor de diversos retratos, como el ecuestre de Felipe IV incorporado a la obra del médico vallisoletano Antonio Ponce de Santa Cruz, De impedimentis magnorum auxiliorum in morborum curatione ad tirones, en la Imprenta Real, 1629, el de María Estuardo para la Corona trágica de Lope de Vega, 1627, el del mismo Lope de Vega para el Laurel de Apolo, 1630, el de José Pellicer de Ossau Salas y Tovar, 1630, el de Mary Sidney, condesa de Pembrok y el de su esposo, sin fecha, el de la venerable virgen Luisa de Carvajal y Menoza, o el de Luis de Góngora para la edición de Gonzalo de Hozes de Todas las obras de don Luis de Góngora, obra impresa en Madrid en la Imprenta del Reino, 1633.